# JKU FC
El Jeshi la Kujenga Uchumi Football Club (en español: Club de Fútbol de la Fuerza de Construcción Económica), conocido simplemente como JKU FC, es un equipo de fútbol de Zanzíbar que milita en la Primera División de Zanzíbar, la liga de fútbol más importante del país.

## Historia
Fue fundado en la capital Zanzíbar y fue el primer equipo campeón de la Copa Nyerere en 1974, con lo que es su primer logro de su historia. En la temporada 2016/17 se convierte en campeón de la Primera División de Zanzíbar por primera vez en su historia.
A nivel internacional han participado en seis torneos continentales, donde su mejor participación ha sido en la Copa Confederación de la CAF 2016, en la que fue eliminado en la primera ronda por el Villa SC de Uganda.

## Palmarés
- Primera División de Zanzíbar: 3

2016/17, 2017/18, 2023/24
- Copa Nyerere: 1

1974
- Copa de Zanzíbar: 2

2022/23, 2023/24

## Participación en competiciones de la CAF
| Temporada | Torneo                       | Ronda      | Club                  | Casa  | Visita | Global |
| --------- | ---------------------------- | ---------- | --------------------- | ----- | ------ | ------ |
| 1975      | Recopa Africana              | 1          | Mufulira Wanderers FC | 1-3   | 0-3    | 1-6    |
| 2006      | Copa Confederación de la CAF | Preliminar | USJF Ravinala         | 0-0   | 1-2    | 1-2    |
| 2016      | Copa Confederación de la CAF | Preliminar | Gaborone United       | w.o.1 | w.o.1  | w.o.1  |
| 2016      | Copa Confederación de la CAF | 1          | Villa SC              | 0-1   | 0-4    | 0-5    |
| 2018      | Liga de Campeones de la CAF  | Preliminar | ZESCO United FC       | 0-0   | 0-7    | 0-7    |
| 2018/19   | Liga de Campeones de la CAF  | Preliminar | Al-Hilal Omdurmán     | 0-2   | 0-4    | 0-6    |
| 2023/24   | Copa Confederación de la CAF | 1          | Singida Fountain Gate | 2-0   | 1-4    | 3-4    |
| 2024/25   | Liga de Campeones de la CAF  | 1          | Pyramids FC           | 0-6   | 1-3    | 1-9    |

1- Gaborone United abandonó el torneo.

## Jugadores

### Jugadores destacados
- Ismail Khamis Amour